# Hammedi
Hammedi (în arabă حمادى) este o comună din provincia Boumerdès, Algeria.
Populația comunei este de 40.546 de locuitori (2008).